# Susanne Kaiser (Journalistin)
Susanne Kaiser (geboren 1980 in Berlin) ist eine deutsche Journalistin, Literaturwissenschafterin und Autorin.

## Beruflicher Werdegang
Susanne Kaiser studierte Romanistik und promovierte 2014 an der Freien Universität Berlin über das postkoloniale Nordafrika. Im Rahmen von Recherche- und Sprachaufenthalten bereiste sie verschiedene Länder der arabischen Welt.
Nach einigen Jahren in der Wissenschaft, die sie unter anderem an die UC Berkeley und die Sapienza-Universität in Rom führten, arbeitet sie seit 2014 als freie Journalistin. Ihr Schwerpunkt liegt in den Themen Naher Osten, Nordafrika und Islam in Europa sowie im Bereich der „Renaissance männerdominierter Gesellschaften“. Zu ihren Auftraggebern zählen Die Zeit, Der Spiegel, Internationale Politik, verschiedene überregionale Tageszeitungen und das Fachmagazin Zenith.
Neben ihrer Muttersprache Deutsch spricht sie Englisch, Französisch, Italienisch, Spanisch, Arabisch.

## Themenbereiche
Susanne Kaiser forscht und schreibt unter anderem zu den Machtstrukturen im Islam und seinen Folgen, insbesondere Radikalisierungen junger Männer. Sie befasst sich auch mit der Frage, warum junge Deutsche zum Islam konvertieren. Daneben beschäftigt sie sich mit den Machtverhältnissen zwischen Männern und Frauen – bevorzugt in muslimischen, aber auch in „westlichen“ Gesellschaften. Sie forscht außerdem zu „neu aufkommenden Phänomenen wie organisiertem Frauenhass“ und zu Sexismus gegen Frauen. So untersucht sie die Incel-Szene und geht der Frage nach, warum sich manche jungen Männer derart in ihren Hass auf Frauen steigern, dass sie gegebenenfalls Amok laufen.
Zu diesen Themen tritt sie im Fernsehen, beispielsweise bei Arte, als Expertin auf. Zudem ist sie wissenschaftliche Politikberaterin. Sie hält Vorträge in einschlägigen Organisationen, gibt Interviews und beteiligt sich an Podiumsdiskussionen bei verschiedenen Behörden wie beispielsweise dem Verfassungs- oder Staatsschutz und bei privaten Organisationen wie der Hans-Böckler-Stiftung oder dem Goethe-Institut.

## Auftritte und Publikationen
Im September 2010 beteiligte sich Kaiser mit einem Vortrag am Deutschen Orientalistentag in Marburg. Dabei setzte sie sich mit den Body Poetics von Assia Djebar – einer der renommiertesten Autorinnen aus dem Maghreb – auseinander.
Im April 2015 publizierte Kaiser auf Qantara.de, einem mehrsprachigen und dem Dialog mit der islamischen Welt verpflichteten Internetportal der Deutschen Welle, unter dem Titel Entschleiert euch! einen sich u. a. auf Texte von Leila Ahmed und Frantz Fanon berufenden Aufsatz. Dieser zeichnet die Geschichte der „Zwangsentschleierung“ muslimischer Frauen durch die französische Kolonialmacht in Algerien nach, wie sie im Militärarchiv der französischen Armee in Paris nachzulesen sei. Es habe sich um eine Art „Propagandafeldzug“ in allen großen Städten gehandelt, bei dem den Opfern dieser „medienwirksamen Entschleierungszeremonien“ für den Fall der Weigerung teils mit Exekution inhaftierter Familienangehöriger gedroht wurde.
Im Jahr 2018 erschien Kaisers Buch Die neuen Muslime, das von zum Islam konvertierte junge Menschen handelt. In diesem kommen verschiedene Protagonisten zu Wort.  
Ihr Buch Politische Männlichkeit erschien unter anderem als Sonderausgabe der Bundeszentrale für politische Bildung und in englischer sowie spanischer Übersetzung. Bereits ein Tag vor der Veröffentlichung am 15. November 2020 äußerte Susanne Kaiser sich dazu in einem Beitrag unter dem Titel Der männliche Rückfall im Berliner Tagesspiegel. Dieser legte dar, dass der „neoliberale Wandel“ für Männer „einen Abstieg auf Positionen“ mit sich bringe, „die Frauen gewohnt“ seien. Das wollten Männer verhindern. Und deshalb sei laut Kaiser „der autoritäre Backlash auch eine Geschlechterfrage“.
Im Dezember 2020 war Kaiser unter dem Titel Männlichkeit als politischer Kampfbegriff auf Deutschlandfunk Kultur im Gespräch mit der Schweizer Philosophin Catherine Newmark zu hören. Dabei ging es um die Frage, wie Verunsicherung in Gewalt umschlägt. Die „dezidiert frauenfeindliche Dimension von rechtsextrem motivierten Terrorakten sei von der Öffentlichkeit bisher zu wenig wahrgenommen worden“, betonte Kaiser. Diese Bewegung, die Männlichkeit zu einem Kampfbegriff macht und der unter anderem Maskulinisten und Incels angehören, verfolgt laut Kaiser das Ziel, „das Patriarchat zu restaurieren“ und Frauen „wieder auf einen untergeordneten Platz in der sozialen Hierarchie zurückzuverweisen“.
Im Februar 2021 nahm Kaiser an einem Gespräch des Suhrkamp Verlages zum Thema Wann ist ein Mann ein Mann? teil (Reihe Diskurs, Folge 13). Im April sprach sie bei SWR1 mit Wolfgang Heim über die „neue Männlichkeit“ in verschiedenen rechtsextremen Gruppierungen. Dabei erwähnte sie, dass sie sich für ihre Recherchen unter anderem anonym in Incel-Gruppierungen im Netz einschleuste, nachdem es ihr nicht gelungen war, Gesprächspartner zu finden, wenn sie sich als Journalistin und Frau zu erkennen gab. Im Sommersemester 2021 hielt Susanne Kaiser an der International Psychoanalytic University Berlin (IPU) einen Vortrag über politische Männlichkeit und antifeministische Bewegungen. Im November 2021 sprach Kaiser in der Veranstaltungsreihe BE:COME VISIBLE von Pro Quote Bühne e.V. – einem Verein, der für diverse und paritätische Besetzung am Theater kämpft – im Roten Salon der Berliner Volksbühne über Misogynie und ihre gesellschaftliche Funktion.
Beim 44. Herbsttreffen der Medienfrauen im November 2022 führten Susanne Kaiser und sechs Mitstreiterinnen die gut einstündige Podiumsdiskussion zum Thema Hass gegen Frauen. Die Teilnehmerinnen versuchten, den Ursachen von Hass und Gewalt gegen Frauen nachzuspüren, die Facetten des Erscheinungsbilds zusammenzutragen und Lösungsmöglichkeiten zum Schutz von Frauen zu erwägen. Sie formulierten Forderungen an die Intendanten einerseits und Polizei, Justiz und Politik andererseits und verabschiedeten drei Resolutionen.
Im Januar 2023 nahm sie an einer Arte-Diskussion mit dem Titel Wann ist ein Mann ein Mann? unter der Moderation von Host Simon Vogt teil. Ebenfalls 2023 erschien Kaisers Buch Backlash – Die neue Gewalt gegen Frauen, das von Phänomenen weltweit zunehmender Gewalt an Frauen handelt. Unter dem Titel Die Art der Gewalt an Frauen ändert sich sprachen Kaiser und die Moderatorin Anke van de Weyer auf Deutschlandfunk Nova über ihr Buch. Dabei sprach sich Kaiser dafür aus, dass es bei der neuen Gewalt an Frauen auch in Deutschland um Femizide geht. Es handele sich um ein „feministisches Paradox“, weil wir in unserer Gesellschaft der Gleichberechtigung einerseits immer näher kämen und genau das zu mehr Gewalt führe.
Im Jahr 2025 erschien mit Riot Girl ihr erster Kriminalroman, der in München spielt.

## Rezeption und Kritik
Der Rezensent Christian Meier empfahl, ergänzend zu Kaisers Buch Die neuen Muslime die Studie von Esra Özyürek über muslimische Deutsche zu lesen, denn dort, wo Özyürek theoretisch erläutere, lasse die Journalistin „vier ProtagonistInnen persönlich zu Wort kommen“.
Jörg Thomann nannte in der Frankfurter Allgemeinen Zeitung das Buch Politische Männlichkeit zwar eine „verdienstvolle[…] Abhandlung“, kritisierte aber, dass Kaiser keine Lösungen anbiete.
Susanne Kaiser wird regelmäßig breit rezipiert, so wurde ihr Buch Backlash – Die neue Gewalt gegen Frauen in der Sendung ttt – titel, thesen, temperamente besprochen. Ebenso sandte Deutschlandfunk Kultur eine Buchkritik. Kritisch äußerte sich Eva Marburg in einer für SWR2 verfassten Rezension. Das Buch verliere mit der These, dass Rechtspopulismus ein Ausdruck von männlichem Kontrollverlust sei, seinen Fokus und male „eine teils totalitäre Zukunft an die Wand“, argumentiere aber dort am besten, wo es sich mit seinem vorgegebenen Thema befasst. Laut Marburg seien rechter Terror und Rechtspopulismus nicht ausschließlich männlich geprägt. Auch stützten einige Beispiele nicht die „allzu krasse Gegenüberstellung von Frau und Mann“. Gewalt gegen Frauen werde außerdem größtenteils nicht mit ihrem Erfolg begründet und die „neue Gewalt“ sei somit eine alte, gegen die das Buch keine Lösungsvorschläge biete.

## Veröffentlichungen
- Rezension zu Michael F. Klinkenberg: Das Orientbild in der französischen Literatur und Malerei vom 17. Jahrhundert bis zum fin de siècle. In: Orientalistische Literaturzeitung (OLZ). Band 105, Nr. 6, 2010, ISSN 0030-5383, S. 764–770.
- Körper erzählen. Der postkoloniale Maghreb von Assia Djebar und Tahar Ben Jelloun (= Machina. Band 8). Transcript Verlag, Bielefeld 2015, ISBN 978-3-8376-3141-8.
- Die neuen Muslime. Warum junge Menschen zum Islam konvertieren. Promedia Verlag, Wien 2018, ISBN 978-3-85371-437-9.
- Politische Männlichkeit. Wie Incels, Fundamentalisten und Autoritäre für das Patriarchat mobilmachen. Suhrkamp Verlag, Berlin 2020, ISBN 978-3-518-12765-0.

- Politische Männlichkeit. Wie Incels, Fundamentalisten und Autoritäre für das Patriarchat mobilmachen. Sonderausgabe für die Bundeszentrale für politische Bildung (= Schriftenreihe der Bundeszentrale für Politische Bildung. Band 10696). Bundeszentrale für politische Bildung, Bonn 2022, ISBN 978-3-7425-0696-2.
- Political masculinity. How incels, fundamentalists and authoritarians mobilise for patriarchy. Polity, Cambridge, UK, Medford, MA 2022, ISBN 978-1-5095-5080-7 (englisch, deutsch: Politische Männlichkeit. Übersetzt von Valentine A. Pakis).
- Odio a las mujeres. Inceles, malfollaos y machistas modernos. Katakrak Liburuak, Pamplona 2022, ISBN 978-84-16946-71-6 (spanisch, deutsch: Politische Männlichkeit. Übersetzt von Gema Facal Lozano).

- Backlash – Die neue Gewalt gegen Frauen. Tropen Verlag, Stuttgart 2023, ISBN 978-3-608-50172-8.
- Das feministische Paradox: Der brutale Backlash gegen die Emanzipation. Blätter für deutsche und internationale Politik, Ausgabe Mai 2023.[29]
- Riot Girl. Ein Fall für Obalski. Wunderlich, Hamburg 2025, ISBN 978-3-8052-0116-2.